# Diftongering

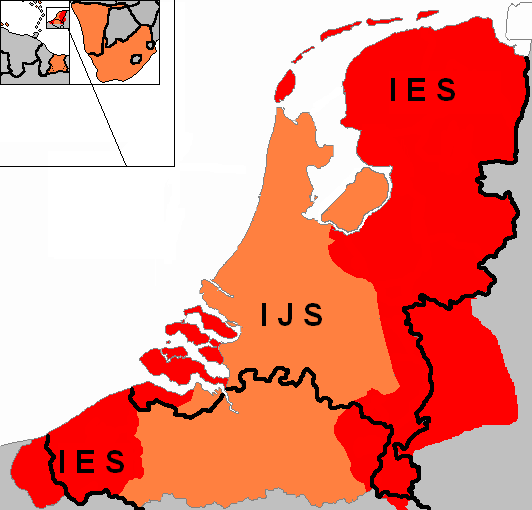
Diftongering ies → ijs in het Nederfrankisch taalgebied en de rest van Nederland

Diftongering is een klankverandering waarbij een monoftong verandert in een diftong. Diftongering is het tegenovergestelde van monoftongering en tevens een vorm van breking.
Diftongering gebeurt vooral met lange klinkers, dus in open lettergrepen. Het verschijnsel kenmerkt de fonologische geschiedenis van heel veel talen.

## Voorbeelden
Diftongering heeft tot op zekere hoogte ook een rol gespeeld in de geschiedenis van het Nederlands, hoewel niet in even grote mate als monoftongering. Zo gaat de ui-klanken in veel open lettergrepen terug op een eerdere ö of ǔ + j (bijvoorbeeld Xlǔ-ja → lui). Andere voorbeelden zijn huus/hoes → huis en ies → ijs/ais
In het Duitse taalgebied begon de Vroegnieuwhoogduitse diftongering (î, û, iu → ei, au, eu/äu; min niuwez hus, "mijn nieuwe huis" → mein neues Haus) rond de 12e eeuw in het zuidoosten van het Duitse taalgebied, het huidige Karinthië en Stiermarken. Van daaruit verspreidde de klankverschuiving zich over de rest van Duitsland en Oostenrijk. Alleen het Nederduits en Alemannisch hebben deze diftongering niet overgenomen.
In het Tsjechisch en bepaalde varianten van het Pools (de Podhale-dialecten) heeft diftongering van o of u tot ou  aan het begin of in het midden van woorden plaatsgehad.
De zogeheten "Sittardse diftongering" is het belangrijkste kenmerk dat het Sittards onderscheidt van andere Limburgse dialecten. Deze diftongering komt voor in de omgeving van Sittard, in Selfkant en in de dorpen Limbricht, Einighausen, Koningsbosch, Echterbosch, Nieuwstadt, Merkelbeek, Schinveld, Oirsbeek, Amstenrade en Doenrade.

Verspreidingsgebied (in bruin) van de Sittardse diftongering (naar Dols,1953).